# Witold Kowalski (polityk)
Witold Andrzej Kowalski (ur. 18 maja 1963 w Przemyślu) – polski polityk, samorządowiec, senator IV kadencji.

## Życiorys
Ukończył studia na Wydziale Filozoficzno-Historycznym Uniwersytetu Jagiellońskiego. Od 1987 do 1991 pracował jako nauczyciel w szkole podstawowej w Siedliskach.
W latach 1997–2001 sprawował mandat senatora IV kadencji wybranego z ramienia Akcji Wyborczej Solidarność w województwie przemyskim. Od 1990 był przewodniczącym rady gminy, a od 1991 do 2002 pełnił funkcję wójta gminy Medyka, następnie do 2006 wicestarosty powiatu przemyskiego. W 2006 i 2010, startując z własnego komitetu, był wybierany na wójta gminy Przemyśl. W 2014 nie uzyskał reelekcji.
W 2001 bez powodzenia kandydował do Senatu z ramienia Bloku Senat 2001. Należał do Porozumienia Centrum, później był członkiem PPChD i Platformy Obywatelskiej, z listy której startował w 2005 do Sejmu.